# Eremonotus
Eremonotus es un género de hepáticas de la familia Gymnomitriaceae. Comprende 3 especies descritas y de estas, solo 2 aceptadas.

## Taxonomía
El género fue descrito por Lindb. & Kaal. ex Pearson y publicado en A Natural Arrangement of British Plants 1: 705. 1821. La especie tipo es: E. myriocarpus (Carrington) W. H. Pearson (=Jungermannia myriocarpa Carrington) 	

## Especies aceptadas
A continuación se brinda un listado de las especies del género Eremonotus aceptadas hasta marzo de 2015, ordenadas alfabéticamente. Para cada una se indica el nombre binomial seguido del autor, abreviado según las convenciones y usos.	
- Eremonotus minutus (Schreb.) R.M. Schust.
- Eremonotus myriocarpus (Carrington) Pearson